# Matâ'utu
Matâ'utu (Wallisiaans: Matāʻutu), ook gespeld als Mata-Utu of Mata Utu, is de hoofdstad van het Franse territorium Wallis en Futuna, van het traditionele koninkrijk Wallis en van het district Hahake. De stad ligt op het eiland Wallis, dat samenvalt met het koninkrijk. In 2008 had Matâ'utu 1124 inwoners.